# Polyamia scina
Polyamia scina är en insektsart som beskrevs av Delong och Thambimuttu 1973. Polyamia scina ingår i släktet Polyamia och familjen dvärgstritar. Inga underarter finns listade i Catalogue of Life.